# Центролеписовые
Центролеписовые (Centrolepidaceae) — семейство цветковых растений порядка злакоцветные. Семейство признано большинством систематиков.
Система APG II (2003) также признает это семейство и помещает его в порядок злакоцветные, кладу коммелинид, относящуюся к монокотам.
Сейчас семейство представлено тремя родами, афелия (Aphelia), центролепис (Centrolepis) и гаймардия (Gaimardia), содержащие около 35 видов, распространенных в Австралии, Новой Зеландии, на юге Южной Америки, в Южной Азии.

## Таксономия
Классификация семейства выглядит следующим образом:
- Афелия (Aphelia)
  - Aphelia brizula
  - Aphelia cyperoides
  - Aphelia drummondii
  - Aphelia gracilis
  - Aphelia nutans
- Центролепис (Centrolepis)
  - Centrolepis alepyroides
  - Centrolepis aristata
  - Centrolepis banksii
  - Centrolepis caespitosa
  - Centrolepis cambodiana
  - Centrolepis cephaloformis
  - Centrolepis ciliata
  - Centrolepis curta
  - Centrolepis drummondiana
  - Centrolepis eremica
  - Centrolepis exserta
  - Centrolepis fascicularis
  - Centrolepis glabra
  - Centrolepis hainanensis
  - Centrolepis humillima
  - Centrolepis inconspicua
  - Centrolepis minima
  - Centrolepis monogyna
  - Centrolepis muscoides
  - Centrolepis mutica
  - Centrolepis pallida
  - Centrolepis pedderensis
  - Centrolepis phillippinensis
  - Centrolepis pilosa
  - Centrolepis polygyna
  - Centrolepis racemosa
  - Centrolepis strigosa
- Гаймардия (Gaimardia)
  - Gaimardia amblyphylla
  - Gaimardia australis
  - Gaimardia fitzgeraldii
  - Gaimardia setacea